# Cape Coral
Cape Coral je město na západním pobřeží Floridy, které bylo založeno roku 1954. Někdy se také nazývá „americké Benátky“, protože je městem s největší sítí kanálů na světě (640 km), jak sladkovodních, tak i mořských. Je častým cílem milovníků lodí a vodních skútrů. Tento poloostrov se nachází na strategickém místě pod Tampou a Orlandem a v blízkosti nejnavštěvovanější metropole Floridy, Miami. Je obklopen mnoha exotickými ostrůvky jako je např. Sanibel a Captiva, kde se můžete setkat s množstvím volně žijících delfínů, želv, ještěrek a leguánů, kteří nejsou člověku nebezpeční. Na Floridě se můžete setkat také s několika druhy hadů a volně žijících panterů (přes 80 kusů). Pro oblast typičtí jsou kapustňáci, vodní obři, někdy označovaní jako „mořské krávy“ (sea cow), protože se krávě nejen podobají, ale jsou to také býložravci. V „kapustňákových zónách“ (manatte zone) se motorové čluny nesmí pohybovat rychleji než 10 mil/h, aby se předešlo zraněním těchto vodních tvorů.

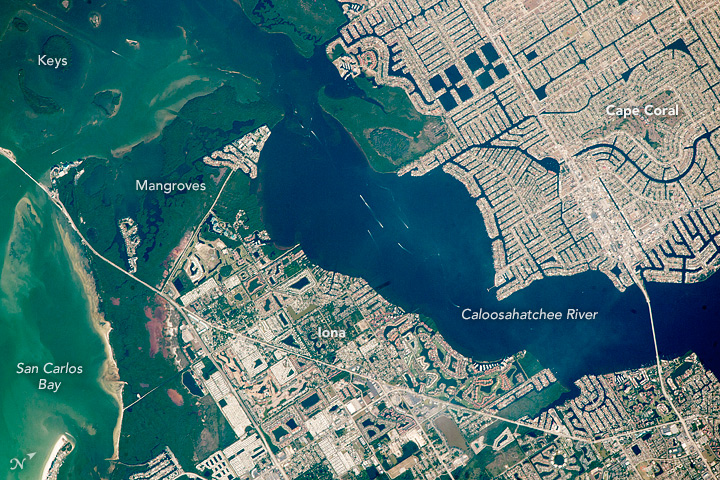
Cape Coral, satelitní snímek

Nachází se zde „Edison Ford museum“, ve kterém se seznámíte s životem dvou amerických vynálezců, Thomase Edisona a Henryho Forda.
Infrastruktura je zde vybudovaná především pro seniory a turismus. Není zde žádný průmysl, vše je specializováno na služby. Bylo zde vybudováno mnoho parků, cyklistické stezky, seniorské areály se zázemím a na každém místě zde naleznete golfová hřiště. 
Cape Coral leží v oblasti Lee County nedaleko Fort Myers, kam se z Cape Coralu dostaneme pouze přes most a nebo lodí po moři. Ve Fort Myers je možné navštívit mnoho golfových a minigolfových hřišť, ale především se zde rozkládají nejvyhlášenější pláže této oblasti.